# Jean-Claude Van Damme
Jean-Claude Camille François Van Varenberg (Berchem-Sainte-Agathe, Bruselas-Capital, 18 de octubre de 1960), más conocido como Jean-Claude Van Damme, es un actor, guionista, productor y director de cine de acción belga. Es especialista en artes marciales, cinturón negro segundo dan en karate-do shotokan.
En 1982 emigró a Estados Unidos para buscar una carrera en el cine de Hollywood. El papel que lo lanzó al estrellato fue el de Frank Dux en la cinta Contacto sangriento de 1988. Alcanzó su mayor éxito en taquilla con Timecop (1994). Entre sus cintas más reconocidas se encuentran: Kickboxer (1989), Lionheart (1990), Death Warrant (1990), Doble impacto (1991), Soldado universal (1992), Nowhere to Run (1993), Hard Target (1993), Muerte súbita (1995), JCVD (2008) y The Expendables 2 (2012).
Debido a su lugar de origen y a su musculatura, los medios de comunicación y la audiencia de habla inglesa le apodan «Los músculos de Bruselas» (The Muscles from Brussels).

## Primeros años
Jean-Claude Camille François van Varenberg nació el 18 de octubre de 1960, en Berchem-Sainte-Agathe, Bruselas, Bélgica, es  hijo de Eliana y Eugène van Varenberg, su madre contadora pública y su padre florista. Su padre es originario de Bruselas y es bilingüe, su madre es flamenca. A pesar de su fe católica, su abuela paterna era judía.
Desde temprana edad, Jean-Claude admiraba las cintas de acción de actores como Bruce Lee y Steve McQueen. A la edad de diez años, fue llevado al Centro Nacional de Karate en Bruselas, donde se inició en la disciplina del karate-do estilo Shotokan bajo la enseñanza del maestro Claude Goetz. Jean-Claude ha declarado que era un niño tímido, delgado y de corta estatura. Después de años de entrenamiento, consiguió el grado de cinturón negro primer Dan.
Además del karate, tomó clases de ballet durante cinco años con la finalidad de mejorar su flexibilidad. Del ballet ha dicho que es un arte, pero también una de las disciplinas más duras, señaló: "Si puedes sobrevivir a un entrenamiento de ballet, puedes sobrevivir a un entrenamiento de cualquier otro deporte". Asimismo, en su adolescencia, Van Damme comenzó a trabajar con pesas para mejorar su aspecto físico y desarrollar su musculatura. En 1978, montó su propio gimnasio en Bruselas, llamado "California Gym", y más tarde ganaría el título de "Míster Bélgica" en fisicoculturismo.

## Carrera cinematográfica

### Inicios
El verdadero debut de Van Damme en el cine fue en 1979 en una cinta belga llamada Een vrouw tussen hond en wolf, en el rol de un extra durante el discurso del actor Rutger Hauer en el jardín. En 1982 viajó hacia Los Ángeles con apenas $8 mil dólares de sus ahorros. Como actor inicialmente adoptó el nombre artístico Frank Cujo y desempeñó diversos trabajos. Mientras audicionaba para obtener un papel en el cine, trabajó como taxista, repartidor de pizza, conductor de limusinas, entrenador de gimnasio, guardaespaldas, instructor de karate, y masajista, entre otros. Dejó de lado su antiguo nombre artístico y, siguiendo el consejo de su maestro de actuación y amigo Michel Qissi, lo cambió a Jean-Claude Van Damme. Posteriormente conoció al actor y experto en artes marciales Chuck Norris, con quien entrenó durante varios meses, sirviendo como compañero de entrenamiento o sparring y como asistente personal. Norris le consiguió su primera aparición en la pantalla grande con un pequeño papel en la cinta de acción Missing in Action de 1984. El mismo año apareció en el filme Monaco Forever, donde interpretó el papel secundario de un joven homosexual.
En 1986, obtuvo el papel como villano en la película de bajo presupuesto Retroceder nunca, rendirse jamás, donde personifica a un rudo luchador soviético. Las escenas de pelea de la cinta le atrajeron cierta popularidad.
En 1987, Van Damme obtuvo el papel del depredador en la película Predator protagonizada por Arnold Schwarzenegger, pero abandonó el rodaje.

### 1988-1995: éxito mundial como estrella de acción
Van Damme obtuvo el papel de Frank Dux en el filme Contacto sangriento de 1988. La cinta lo lanzó a la fama mundial como actor de artes marciales y lo inmortalizó por la patada voladora en giro que le propinó a Bolo Yeung en varias ocasiones, la llamada «patada de helicóptero». Ese mismo año participó en la película de bajo presupuesto llamada Águila negra junto al actor japonés Sho Kosugi filmada en la isla de Malta. Su siguiente éxito fue Kickboxer (1989), donde interpreta a Kurt Sloane, un peleador amateur que busca vengar a su hermano quien quedó paralítico durante un encuentro de muay thai en Tailandia. Su rival en la película, el implacable Tong Po, estaba interpretado precisamente por su amigo Michel Qissi. Por las producciones Contacto sangriento, Cyborg y Kickboxer, Van Damme fue remunerado con solamente $25,000 dólares americanos por película.
En la película Lionheart de 1990, Van Damme interpreta a un soldado prófugo de la legión extranjera francesa que viaja a Estados Unidos y se adentra en el mundo de las peleas callejeras clandestinas para sobrevivir y apoyar a la familia de su fallecido hermano. Ese mismo año interpretó a un policía encubierto dentro de una cárcel, en la cinta de acción y suspenso Death Warrant. Continuó con el éxito taquillero de 1991 Doble impacto; en la cinta, Van Damme interpreta a dos hermanos gemelos que buscan venganza.

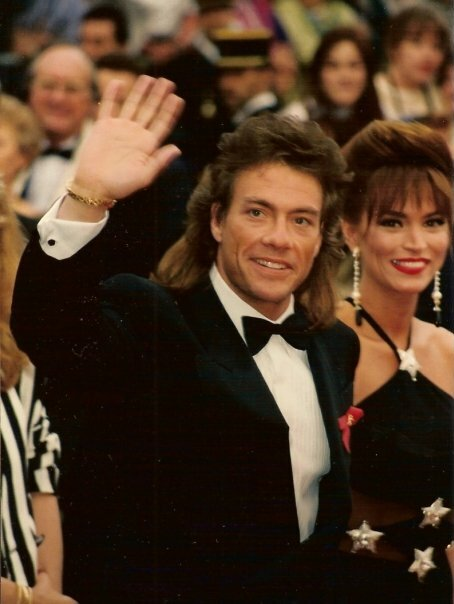
Van Damme en 1993

En 1992, se estrenó la taquillera cinta de acción y ciencia ficción Soldado universal. En ella, Van Damme comparte protagonismo con el actor sueco Dolph Lundgren. En 1993 apareció en el drama Ganar o morir. Después continuó con gran éxito en los filmes Hard Target (1993), del director chino John Woo, seguida de su mayor éxito crítico y comercial: Timecop de 1994. Ese mismo año, se convirtió en el actor de películas de artes marciales mejor pagado del mundo, cobrando $8 millones de dólares por Street Fighter: la última batalla, que aunque fue destrozada por la crítica logró recaudar cerca de $100 millones de dólares americanos contra un presupuesto de $35 millones. Según Capcom, la película recaudó un total $165 millones de dólares, incluyendo alquileres y derechos de emisión por televisión. Le siguieron los exitosos filmes Muerte súbita (1995) y Máximo riesgo de 1996.

### 1996-1998: primeros fracasos comerciales
Dirigió y protagonizó la película The Quest en 1996, que fue un éxito moderado en taquilla internacional y en la crítica. Estrenó en 1997 el fracaso comercial Double Team, coprotagonizado por Mickey Rourke y Dennis Rodman, que contó con un presupuesto de $30 millones de dólares y recaudó $48 millones en todo el mundo. Le siguió Knock Off, la cual duró poco tiempo en la taquilla estadounidense y también fracasó en lo comercial y en la crítica al recaudar $44 millones de dólares en todo el mundo, contra un presupuesto de $35 millones. Después de varios fracasos comerciales, malas decisiones y su adicción a la cocaína, la carrera cinematográfica de Van Damme comenzó a decaer.

### 1999-presente: directo a vídeo,JCVDyThe Expendables 2
En 1999, protagonizó Soldado universal: el retorno, su última película estrenada en los cines de Estados Unidos. Sus siguientes cintas, Legionnaire, Van Damme's Inferno, Replicant, The Order, In Hell y Wake of Death, fueron estrenadas directamente para vídeo en Estados Unidos, con estrenos limitados en cines de varios países. En 2003, Van Damme aplicó sus conocimientos de baile para el vídeo musical de Bob Sinclar "Kiss My Eyes".
En 2008, Van Damme rechazó una oferta de la Twentieth Century Fox para participar en otro proyecto basado en el videojuego Street Fighter (cinta que más tarde se convertiría en Street Fighter: The Legend of Chun-Li) y en su lugar estelarizó la cinta JCVD. La película JCVD fue presentada en el Festival Internacional de Cine de Cannes y elogiada por la crítica internacional. Le fue ofrecido un protagónico en el filme de Sylvester Stallone The Expendables. Stallone lo llamó personalmente pero Van Damme lo rechazó, debido a diferencias creativas. En 2009 dirige su proyecto The Eagle Path. Posteriormente, Van Damme prestó su voz para dar vida al personaje del Maestro Cocodrilo en la exitosa cinta animada Kung Fu Panda 2. Le siguieron las cintas Universal Soldier: Regeneration, Assassination Games, Six Bullets, Universal Soldier: Day of Reckoning, Dragon Eyes y U.F.O., que fueron estrenadas directamente a video.
En 2011, Van Damme apareció en la cinta The Expendables 2. En la secuela de The Expendables, Van Damme interpreta al villano principal Vilain, el líder de un escuadrón de mercenarios terroristas. Van Damme coreografió la pelea final entre su personaje y el personaje de Sylvester Stallone. Con la cinta Welcome to the Jungle (2013), Van Damme protagoniza una comedia por primera vez en su carrera. Welcome to the Jungle es dirigida por Rob Meltzer y coprotagonizada por Adam Brody y Dennis Haysbert. En Enemies Closer, dirigida por Peter Hyams y protagonizada por Tom Everett Scott y Orlando Jones, Van Damme interpreta al villano Xander. En la cinta Swelter (2014), Van Damme comparte la pantalla con Lennie James, Catalina Sandino Moreno y Alfred Molina. A Pound of Flesh, estrenada en mayo de 2015, es un thriller de acción enfocado al tema del tráfico de órganos humanos; la cinta fue filmada en China y dirigida por el canadiense Ernie Barbarash, con quien Van Damme trabajó en Assassination Games. En la nueva versión de Kickboxer (2016), filmada en Bangkok, Nueva Orleans y Los Ángeles, Van Damme interpreta al maestro Durand, compartiendo pantalla con Dave Bautista, Gina Carano, Darren Shahlavi, Sara Malakul Lane, Alain Moussi y Georges St-Pierre. En Blackwater (2017) comparte escena con Dolph Lundgren como aliados por primera vez. En 2018, estrenó la cinta The Bouncer, rodada en Bélgica y en su idioma natal: francés. A pesar de no haber sido estrenada en cines, The Bouncer recibió críticas positivas y actualmente ostenta un 80 % de «frescura» en el sitio web especializado Rotten Tomatoes. Protagonizó We Die Young en 2019. Van Damme participa con su voz en la cinta Minions: The Rise of Gru (2021).

### Papeles rechazados y proyectos
Van Damme rechazó diversos papeles en grandes producciones ya que se encontraba inmerso en distintos proyectos. Rechazó el papel de uno de los mosqueteros en Los tres mosqueteros, así como el papel de Jack Traven en Speed. Fue considerado como opción para interpretar a Sean Archer en Face/Off, a Wolverine en X-Men, a Simon Phoenix en Demolition Man, a Michael Cherrito en Heat y a Nick Curran en Basic Instinct. Rechazó también participar en películas como Rush Hour 3, Astérix en los Juegos Olímpicos y Zombieland, entre otras.

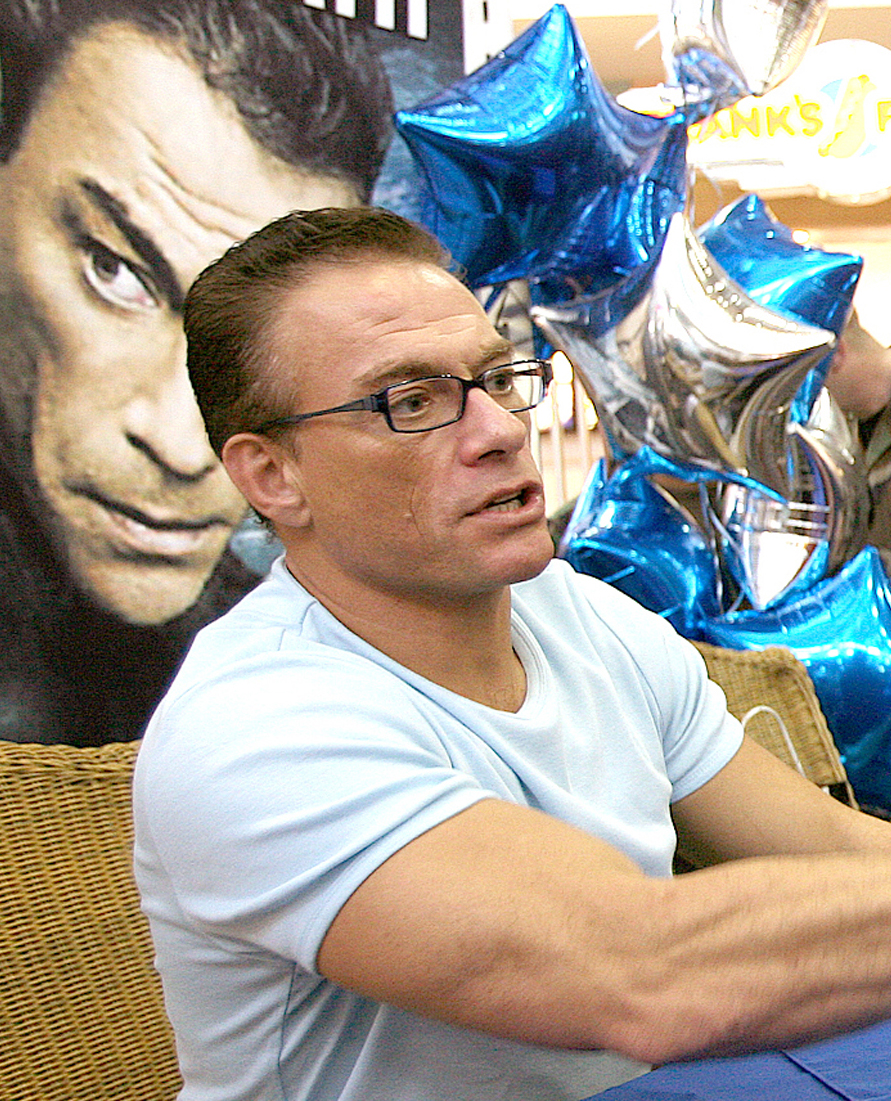
Van Damme en el estreno de la película Desafío a la muerte (2007).

Se vio envuelto en diversos proyectos que al final fueron cancelados, destacando entre otros The Monk (2001), Cover Play con el nombre alternativo Jack Black (2003), The Tower (2003), Kumite (2004), The Abominable (2006), Bloodsport: New Beginning (2007), The Smashing Machine (2007), Holy Blood (2007) y The Breed (2008); ninguna de estas películas sería rodada ya que quedaron suspendidas y no verían la luz.

### Televisión y publicidad
Van Damme participó en el capítulo de la serie Friends titulado The One After the Superbowl, de 1996. En 2004, tuvo un cameo en un capítulo de la serie televisiva Las Vegas. En el verano de 2011, Van Damme estrena su reality show llamado Jean-Claude Van Damme: Behind Closed Doors. A finales de 2007, fueron televisados una serie de anuncios comerciales del popular videojuego World of Warcraft en los cuales participaron populares celebridades estadounidenses como Mr. T, William Shatner y Verne Troyer; Van Damme participó en la campaña en francés. En 2011, participó en una serie de anuncios televisivos de la cerveza Coors Light. En noviembre de 2013, la empresa internacional Volvo Trucks lanzó un promocional en Youtube en el cual aparece Van Damme realizando un spagat (apertura lateral de piernas) entre dos camiones avanzando en reversa. El video se convirtió en un fenómeno viral en internet, alcanzando más de 35 millones de visitas en una semana.

## Carrera en las artes marciales

### Karate de contacto semi completo o por puntos
Van Damme, a los 15 años de edad, comenzó su carrera competitiva en su país natal, llegando a ser parte del equipo nacional de Karate-Do de Bélgica. Después, a los 16 años, entrenó simultáneamente y compitió en el llamado full contact  (modalidad deportiva que combina al karate con el boxeo occidental) con el francés Dominique Valera. De 1976 a 1980, obtuvo un récord de 44 victorias y 4 derrotas en peleas dentro y fuera de torneos de contacto y semi-contacto.
Como miembro del equipo belga de karate ganó el campeonato europeo el 26 de diciembre de 1979 en Le Coupe Francois Persoons en Bruselas.
Van Damme obtuvo el segundo lugar en el torneo de karate Coupe des Espoirs (primeras pruebas). En el torneo de tres días, venció a 25 oponentes antes de perder en las finales contra su compañero de equipo Angelo Spataro.

### Pelea en Forest National en 1980
El 8 de marzo de 1980, en Bruselas, Bélgica, Van Damme compitió contra su antiguo compañero de equipo Patrick Teugels en la arena Forest National en una pelea de cartelera previa a la estelar entre Dan Macaruso y Dominique Valera por el campeonato mundial de full contact kickboxing del peso semi-pesado de la Professional Karate Association. Antes de la pelea, Teugels ya había vencido a Van Damme dos veces por decisión, incluyendo una pelea por el campeonato belga de los pesos medianos. Van Damme venció a Teugels en 1977. Teugels venía de una impresionante demostración en el campeonato mundial de la Asociación Mundial de Organizaciones de Kickboxing cuatro meses antes, y era favorito para ganar la pelea. De acuerdo con los reportes y una entrevista con el mismo Patrick Teugels (con fotos), este perdió contra Van Damme por knockout técnico en el primer asalto. Teugels fue pateado en la nariz y no pudo continuar. En entrevista de 2013, Van Damme mencionó dicha pelea como la más memorable de su carrera.

### Full contact kickboxing
Tras competir durante su niñez y parte de su adolescencia en el karate por puntos o de semi-contacto, Van Damme empezó su carrera deportiva en la modalidad de full contact del kickboxing en 1977, cuando su maestro de kárate, Claude Goetz, promovió el primer torneo de esta modalidad del kickboxing en Bélgica. Entre 1977 y 1982, obtuvo un récord de 18 victorias (18 knockouts) y 1 derrota. Durante su carrera de cinco años en full-contact, Van Damme solo fue derribado una vez. En la pelea contra Sherman Bergman, Van Damme noqueó a Bergman a los 56 segundos del primer asalto. En 1980, captó la atención del editor de la Professional Karate Magazine Mike Anderson, y del campeón europeo Geet Lemmens. Ambos se refirieron a Van Damme como un joven prospecto. Van Damme se retiró de la competición en 1982, enfocándose en su carrera en el cine.
En 2009, a sus 49 años, Van Damme propuso una pelea de regreso, ésta contra el ex-medallista olímpico de boxeo Somluck Kamsing. La pelea fue tema de varios episodios de su reality show Jean Claude Van Damme: Behind Closed Doors. La pelea fue pospuesta varias veces, con especialistas del tema poniendo en tela de juicio si alguna vez se llevaría a cabo la misma. En diciembre de 2012, Van Damme fue visto en la esquina de su supuesto futuro rival Somluck Kamsing, apoyándolo cuando este peleó contra Jomhod Kiatadisak. Finalmente, en el 2013 la pelea fue cancelada definitivamente debido a que Van Damme se sometió a una cirugía menor en la cadera derecha, por artrosis progresiva.

### Estilo de pelea
Van Damme tiene un estilo de pelea bastante definido, el cual se puede apreciar tanto en sus películas, videos de demostraciones y de sparring, así como en las pocas filmaciones y fotografías de sus combates en competencia. Es reconocido principalmente por pelear de pie usando pateo y puños, con luxaciones ocasionales, esporádicos derribes y casi nula lucha en el suelo. Su repertorio de movimientos se enfoca principalmente en keri waza o técnicas de pateo del Shotokan, demostrando rápidas y altas patadas circulares (mawashi geri), estilizadas patadas circulares inversas (ura mawashi geri) que en ocasiones realiza en el aire, como la denominada "patada de helicóptero", patadas laterales (yoko geri) altas en forma de látigo, entre otras; En cuanto a tsuki waza o las técnicas de golpeo con la mano, utiliza frecuentemente el "shotei tsuke" o golpe con la palma de la mano abierta al rostro, el "yama tsuki" o golpe doble arqueado, además de técnicas de boxeo occidental, en las cuales no es especialmente prolífico. Con relación al kansetsu waza o técnicas de luxaciones, en sus cintas ha realizado diversas a las muñecas y codos, técnicas aplicadas en el karate proveninentes de jujutsu. En técnicas de grappling o "agarres", como derribe ha utilizado ocasionalmente en sus películas el "o goshi" o lanzamiento mayor de cadera, técnica básica del judo. En cuanto a la lucha en el suelo, en la cinta Black Water realiza un "sankaku-jime" o estrangulación de triángulo, además de intentar un sankaku-gatame o palanca de triángulo al brazo en la cinta The Hard Corps.

### Récord en kickboxing, modalidad defull contact(boxeo + karate, sin patadas bajas)
| Resultado | Récord | Oponente               | Método          | Año  | Asalto | Tiempo | Localización          | Estilo       |
| --------- | ------ | ---------------------- | --------------- | ---- | ------ | ------ | --------------------- | ------------ |
| Victoria  | 18-1   | Nedjad Gharbi          | KO              | 1982 | 1      |        | Bruselas, Bélgica     | Kickboxing   |
| Victoria  | 17-1   | Daniel Le Jaouen       | KO              | 1982 | 1      | 1:05   | Bruselas, Bélgica     | Kickboxing   |
| Victoria  | 16-1   | Lenny Leikman          | KO              | 1982 | 3      |        | Bruselas, Bélgica     | Kickboxing   |
| Victoria  | 15-1   | Ajom Mahmud Uddin      | KO              | 1981 | 1      | 0:19   | Bruselas, Bélgica     | Kickboxing   |
| Victoria  | 14-1   | Mustapha-Ahmad Benamou | KO              | 1981 | 1      |        | Bruselas, Bélgica     | Kickboxing   |
| Victoria  | 13-1   | Henk Besselman         | KO              | 1981 | 1      |        | Bruselas, Bélgica     | Kickboxing   |
| Victoria  | 12-1   | Michael J. Heming      | KO              | 1980 | 1      | 0:46   | Bruselas, Bélgica     | Kickboxing   |
| Victoria  | 11-1   | Georges Verlugels      | KO              | 1980 | 2      |        | Bruselas, Bélgica     | Kickboxing   |
| Victoria  | 10-1   | Sherman Bergman        | KO              | 1979 | 1      | 0:56   | Tampa, Estados Unidos | Full-Contact |
| Victoria  | 9-1    | Rolf Risberg           | KO              | 1979 | 1      |        | Ingelmunster, Bélgica | Kickboxing   |
| Victoria  | 8-1    | Emile Leibman          | KO              | 1979 | 1      |        | Iseghem, Bélgica      | Kickboxing   |
| Victoria  | 7-1    | Cyrille Nollet         | KO              | 1978 | 1      |        | Iseghem, Bélgica      | Kickboxing   |
| Victoria  | 6-1    | Orlando Lang           | KO              | 1978 | 1      | 0:26   | Amberes, Bélgica      | Kickboxing   |
| Victoria  | 5-1    | Jacques Piniarski      | KO              | 1978 | 1      |        | Bélgica               | Kickboxing   |
| Victoria  | 4-1    | Eric Strauss           | KO              | 1978 | 1      | 0:18   | Amberes, Bélgica      | Kickboxing   |
| Victoria  | 3-1    | Andre Robaeys          | KO              | 1978 | 1      |        | Mulhouse, Francia     | Kickboxing   |
| Victoria  | 2-1    | Michel Juvillier       | KO              | 1978 | 1      | 0:39   | Amberes, Bélgica      | Full-Contact |
| Derrota   | 1-1    | Thom Alvarado          | Descalificación | 1977 | 1      | 1:02   | Marsella, Francia     | Full-Contact |
| Victoria  | 1-0    | Toon Van Oostrum       | KO              | 1977 | 1      | 0:46   | Bruselas, Bélgica     | Full-Contact |

## Monumento
En 2012 se inauguró una estatua del actor en Anderlecht, Bélgica. La obra de arte, que representa una versión más joven de los Músculos de Bruselas en una de sus poses de lucha de la película Kickboxer, fue encargada para conmemorar el 40 aniversario del complejo Westland Shopping. La inauguración tuvo lugar en el Bulevar Sylvain Dupuis y contó con la presencia de Van Damme, sus padres, la ministra de cultura de Valonia-Bruselas, Fadila Laanan, y cerca de 2000 fanes. Van Damme dijo que la estatua representaba el sueño de un niño de Bruselas y era para todos los niños que quieren lograr un sueño, y agregó que "si crees en algo con la suficiente fuerza, puede hacerse realidad".
En 2019 se montó un monumento de Van Damme en la aldea de Vandam de Qabala, Azerbaiyán, debido a la similitud del nombre de la aldea y el nombre de Van Damme. Posteriormente, el actor publicó una publicación en su cuenta de Facebook agradeciendo a los responsables.

## Vida personal

### Matrimonios, familia y relaciones
Van Damme se ha casado cinco veces. Se casó por primera vez en 1980 con María Rodríguez y permaneció casado hasta 1984. En 1985 se casó con Cynthia Derderian, y se divorciaron en 1986. Contrajo su tercer matrimonio en 1987 con Gladys Portugués y tuvo dos hijos: Kristopher Van Varenberg, nacido en 1987, y Bianca Bree, nacida en 1990; la pareja se divorció en 1992. En su cuarto matrimonio, con la modelo Darcy LaPier, estuvo casado de 1994 a 1997 y tuvo a su hijo Nicolás, nacido en 1995. En 1999 se casó por quinta vez y nuevamente con Gladys Portugués, con la que permanece casado hasta la fecha. En agosto de 2012, Van Damme admitió haber tenido un breve romance con la estrella del pop Kylie Minogue en Tailandia en 1994 durante la filmación de la cinta Street Fighter. La actriz Tatum O'Neal señala en su autobiografía titulada A Paper Life el haber sostenido un breve romance con Van Damme.

### Adicción a las drogas, abuso del alcohol, altercados y problemas de salud
Van Damme comenzó a consumir cocaína en la década de 1990. Entró en un programa de rehabilitación de un mes de duración en 1996, pero lo dejó después de una semana. Para ese entonces su gasto en cocaína ascendía a $10 mil dólares por semana. Su salud empeoró a finales de 1997, después de haber firmado los papeles del divorcio donde se le acusaba de abuso conyugal y adicción a las drogas. En su reality show Jean-Claude Van Damme: Behind Closed Doors, Van Damme culpa a su adicción a la cocaína por las malas decisiones que tomó en cierto punto de su carrera, esto al rechazar papeles secundarios en cintas de gran presupuesto que no equiparaban su salario con el que entonces tenían actores principales de la talla de Jim Carrey. Van Damme afirma que superó su adicción a las drogas por cuenta propia, sin centros de rehabilitación ni terapias.
Van Damme era un asiduo bebedor de alcohol, siendo captado por diversos medios de comunicación en estado de ebriedad en fiestas y centros nocturnos alrededor del mundo. El actor Sylvester Stallone declaró que en 1997, durante una fiesta privada en su mansión de Miami, el actor Steven Seagal afirmó en varias ocasiones que fácilmente le "patearía el trasero" a Van Damme. Éste, al escucharlo, enfurecido lo retó a demostrarlo en el jardín de la mansión, pero entonces Seagal se excusó y abandonó la fiesta. Según Stallone, Van Damme lo siguió a varios clubes nocturnos, manteniendo el desafío. Stallone declaró: "Van Damme era demasiado fuerte. Seagal no tenía nada que hacer contra él". El guardaespaldas y experto en artes marciales Chuck Zito declaró haberse fracturado una mano tras golpear a Van Damme en 1998, después de que éste iniciara una pelea en un centro nocturno de Nueva York. En 2018, mientras hacía un ligero sparring con el campeón de la UFC Cody Garbrandt, Van Damme lo impactó con una patada de gancho en la boca, lo que enfureció al peleador americano, quien señaló que tras el incidente, Van Damme se echó a llorar en el octágono. En 1999, fue arrestado en Los Ángeles por conducir ebrio y fue sentenciado a tres años de libertad condicional. A finales del 2011, se reportó que durante la filmación de The Expendables 2, Van Damme se encontraba en un bar en Bulgaria en completo estado de ebriedad y estalló en un ataque de ira tras perder su reloj después de pulsear con personas que se encontraban en el bar.
Tras la filmación en 1998 de la película Knock Off, se le diagnosticó desorden bipolar de ciclo rápido. Después de tener ideas suicidas, inició un tratamiento con valproato de sodio para estabilizar su estado. En octubre de 2010, la prensa publicó que Van Damme había sufrido un ataque cardíaco leve. Van Damme declaró que se trataba solamente de un rumor que comenzó a través de Internet. En 2013, Van Damme se sometió a una cirugía menor en la cadera derecha, debido a una artrosis progresiva.

### Otros datos personales
Van Damme habla flamenco y francés como lenguas nativas, inglés a la perfección y entiende italiano, alemán, y español. Es conocido por su uso constante de aforismos. En octubre de 2012 se inauguró en Bruselas, Bélgica, una estatua en su honor. Reside en Bélgica, Hong Kong, Los Ángeles y Canadá.
Es fanático de la música clásica y su compositor favorito es Beethoven. Es un reconocido defensor de los derechos de los animales, siendo dueño de varios albergues para perros callejeros. El personaje de Johnny Cage que aparece en la serie de videojuegos Mortal Kombat está inspirado en él. En el anime Yu-Gi-Oh!, aparece un personaje temporal llamado Jean Claude Magnum, duelista, estrella del cine de acción y experto en artes marciales, ligeramente basado en Van Damme.
En octubre de 2016, expresó su apoyo al candidato presidencial Donald Trump durante las elecciones de 2016. En marzo de ese año, mencionó que los Illuminati, incluidos los Rockefeller y los Rothschild, podrían intentar impedir que Trump ganara.

## Filmografía

### Cine
| Año  | Título original- Título en español                                            | Personaje                                | Rol                                     |
| ---- | ----------------------------------------------------------------------------- | ---------------------------------------- | --------------------------------------- |
| 2025 | El Jardinero                                                                  | Léo                                      | Protagonista                            |
| 2024 | Kill'em All 2 (Sed de venganza 2)                                             | Phillinp                                 | Protagonista                            |
| 2023 | Darkness of Man                                                               | Russell Hatch                            | Protagonista                            |
| 2022 | Minions: The Rise of Gru (Minions: nace un villano)                           | Jean Clawed                              | Voz doblaje                             |
| 2021 | Bloodsport Redux                                                              |                                          |                                         |
| 2021 | The Last Mercenary (El último mercenario)                                     | Richard Brumère                          | Protagonista                            |
| 2019 | We Die Young (Calles en guerra)                                               | Daniel                                   | Coprotagonista                          |
| 2019 | Falconman                                                                     |                                          |                                         |
| 2018 | Lukas                                                                         | Lukas                                    | Protagonista                            |
| 2017 | Black Water (Operación Rescate)                                               | Wheeler                                  | Protagonista                            |
| 2017 | Kickboxer: Retaliation (Kickboxer: contrataque)                               | Durand                                   | Coprotagonista                          |
| 2017 | Kill'em All (Sed de venganza)                                                 | Phillinp                                 |                                         |
| 2015 | The Tower                                                                     |                                          |                                         |
| 2015 | Yüksek Derece                                                                 |                                          | Cameo                                   |
| 2015 | Jian Bing Man                                                                 | Jean Claude Can Damme                    | Cameo                                   |
| 2015 | Kickboxer: Vengeance (Kickboxer: venganza)                                    | Durand                                   | Coprotagonista                          |
| 2015 | Full Love (The Eagle Path)                                                    | Frenchy                                  | Director y guionista; completada        |
| 2014 | Pound of Flesh (Estado crítico)                                               | Deacon lyle                              | Protagonista                            |
| 2014 | Swelter (Desierto rojo)                                                       | Stillman                                 |                                         |
| 2013 | Enemies Closer (Cerco al enemigo)                                             | Xander                                   | Antagonista                             |
| 2013 | U.F.O. (Alien Uprising)                                                       | George                                   |                                         |
| 2013 | Welcome to the Jungle (Bienvenido a la jungla)                                | Storm                                    |                                         |
| 2012 | The Expendables 2 (Los mercenarios 2)                                         | Vilain                                   | Antagonista                             |
| 2012 | Six bullets (6 balas)                                                         | Samson Gaul                              | Protagonista                            |
| 2012 | Dragon Eyes (Los ojos del dragón)                                             | Tiano                                    | Coprotagonista                          |
| 2012 | Universal Soldier: Day of Reckoning (Soldado universal: día del juicio final) | Luc Deveraux                             | Antagonista                             |
| 2011 | Assassination Games (Juego de asesinos)                                       | Vincent Brazil                           | Protagonista                            |
| 2011 | Kung Fu Panda 2                                                               | Maestro Cocodrilo                        | Voz doblaje                             |
| 2011 | Beur sur la ville                                                             | Le colonel                               | Cameo                                   |
| 2011 | Rzhevsky Versus Napoleon                                                      | Jean-Claude Van Damme                    | Cameo                                   |
| 2010 | Universal Soldier: Regeneration (Soldado universal: regeneración)             | Luc Deveraux                             | Protagonista                            |
| 2008 | JCVD                                                                          | JVCD                                     | Protagonista                            |
| 2008 | The Shepherd: Border Patrol (El patrullero, Patrulla fronteriza)              | Jack Robideaux                           | Protagonista                            |
| 2007 | Until Death (Desafío a la muerte)                                             | Anthony Stowe                            | Protagonista                            |
| 2006 | SINAV                                                                         | Charles                                  |                                         |
| 2006 | The Hard Corps                                                                | Philippe Sauvage                         | Protagonista                            |
| 2006 | Second in Command (En territorio enemigo)                                     | Cmdr. Sam Keenan                         | Protagonista                            |
| 2004 | Wake of Death (Justa venganza)                                                | Ben Archer                               | Protagonista                            |
| 2004 | Narco                                                                         | Jean-Claude Van Damme fantasmé par Lenny |                                         |
| 2003 | In Hell (Salvaje)                                                             | Kyle LeBlanc                             | Protagonista                            |
| 2002 | Derailed (Sin control)                                                        | Jacques Kristoff                         | Protagonista                            |
| 2001 | The Order                                                                     | Rudy Cafmeyer/Charles Le Vaillant        | Protagonista                            |
| 2001 | Replicant                                                                     | Edward Garrotte/Replicant                | Protagonista / Antagonista              |
| 1999 | Van Damme's Inferno                                                           | Eddie Lomax                              | Protagonista                            |
| 1999 | Universal Soldier: The Return (Soldado universal: el retorno)                 | Luc Deveraux                             | Protagonista                            |
| 1998 | Legionnaire (Soldado de fortuna)                                              | Alain Lefevre                            | Protagonista                            |
| 1998 | Knock Off (Complot en Hong Kong)                                              | Marcus Ray                               | Protagonista                            |
| 1997 | Double Team                                                                   | Jack Quinn                               | Protagonista                            |
| 1996 | Maximum Risk (Al limite del riesgo)                                           | Alain Moreau/Mikhaïl Suverov             | Protagonista                            |
| 1996 | The Quest (The Quest: En busca de la ciudad perdida)                          | Christopher Dubois                       | Protagonista y director.                |
| 1995 | Sudden Death (Muerte Súbita)                                                  | Darren McCord                            | Protagonista                            |
| 1994 | Street Fighter (Street Fighter)                                               | Coronel William F. Guile                 | Protagonista                            |
| 1994 | Timecop (TimeCop: Policía en el tiempo)                                       | Max Walker                               | Protagonista                            |
| 1993 | Hard Target (Blanco humano)                                                   | Chance Boudreaux                         | Protagonista                            |
| 1993 | Last Action Hero (El último gran héroe)                                       | Jean-Claude Van Damme                    | Cameo                                   |
| 1993 | Cyborg 2 (Cyborg 2 La sombra de cristal)                                      | Gibson Rickenbacker                      | Cameo; escenas retrospectivas de Cyborg |
| 1993 | Nowhere to Run (Sin escape, Ganar o morir)                                    | Sam Gillen                               | Protagonista                            |
| 1992 | Universal Soldier (Soldado universal)                                         | Luc Deveraux/GR44                        | Protagonista                            |
| 1991 | Double Impact (Doble impacto)                                                 | Alex Wagner/Chad Wagner                  | Protagonista                            |
| 1990 | Death Warrant (Libertad para morir)                                           | Louis Burke                              | Protagonista                            |
| 1990 | Lionheart (León el Luchador, Corazón de león)                                 | Lyon Gaultier                            | Protagonista                            |
| 1989 | Cyborg                                                                        | Gibson Rickenbacker                      | Protagonista                            |
| 1989 | Kickboxer                                                                     | Kurt Sloane                              | Protagonista                            |
| 1988 | Bloodsport (Contacto sangriento) (El gran dragón blanco)                      | Frank Dux                                | Primer papel protagonista               |
| 1988 | Black Eagle (Águila negra)                                                    | Andrei                                   | Antagonista                             |
| 1985 | No Retreat, No Surrender (Retroceder nunca, rendirse jamás)                   | Ivan Krushensky                          | Antagonista                             |
| 1984 | Breakin                                                                       | Espectador                               | Extra (no acreditado)                   |
| 1984 | Missing in Action                                                             | Soldado                                  | Extra (no acreditado)                   |
| 1984 | Monaco Forever                                                                | Karateca Gay                             | Protagonista (debut)                    |
| 1984 | Rue Barbare (El más salvaje entre todos)                                      | Luchador banda                           | Extra (no acreditado)                   |
| 1979 | Een vrouw tussen hond en wolf (Una mujer entre perro y lobo)                  | Espectador del cine / chico en el jardín | Extra (no acreditado)                   |

### Televisión
| Año       | Título original         | Título en español       | Notas                                                     |
| --------- | ----------------------- | ----------------------- | --------------------------------------------------------- |
| 2022      |                         | El impacto de Van Damme | Documental                                                |
| 2020      | Les Anges Asian Dream   |                         | Posproducción                                             |
| 2016-2017 | Jean-Claude Van Johnson | Jean-Claude Van Johnson | Protagonista                                              |
| 2016      | Sense8                  |                         | Episodio Happy F*cking New Year (temporada 2, episodio 1) |
| 2011      | Les Anges Gardiens      |                         | 20 episodios                                              |
| 2011      | Behind Closed Doors     |                         | 8 episodios                                               |
| 2009      | Robot Chicken           | Pollo robot             | rol de voz                                                |
| 2004      | Las Vegas               | Las Vegas               | Cameo                                                     |
| 1996      | Friends                 | Amigos                  | Cameo en el capítulo The One After the Superbowl          |